# Надзвичайно проста теорія всього
Надзвичайно проста теорія всього (англ. An Exceptionally Simple Theory of Everything) — єдина теорія поля, яка об'єднує всі відомі фізичні взаємодії, що існують в природі, запропонована американським фізиком Гарретом Лісі 6 листопада 2007 року. Теорія заснована на групі Лі типу E8 і цікава своєю елегантністю, але вимагає серйозного доопрацювання. Деякі відомі фізики вже висловилися на її підтримку, проте в теорії виявлена низка неточностей і проблем.
Програму побудови Єдиної теорії поля висловлював ще Альберт Ейнштейн, і після створення загальної теорії відносності присвятив весь залишок свого життя спробі побудувати таку теорію. Багато фізиків так само безуспішно намагалися побудувати єдину теорію поля. Саме тому повідомлення про публікацію Лісі викликало неоднозначну реакцію.
Поля теорії Лісі:
- Кванти електрослабкого поля {\displaystyle W} і {\displaystyle B}, з яких за теорією Вайнберга — Салама (стандартна модель) виникають проміжні бозони {\displaystyle W^{+}}, {\displaystyle W^{-}}, {\displaystyle Z^{0}} і фотон {\displaystyle A}
- Кольорові глюони {\displaystyle g}, що є носіями сильних взаємодій
- Спінова частинка {\displaystyle w}
- Частинка {\displaystyle e}, яку Лісі називає фреймом (часто буквою {\displaystyle e} позначають електрон або заряд електрона, але у Лісі ця буква має інше значення)
- Набір гіґґсівських бозонів {\displaystyle \varphi }

Частинки {\displaystyle w} і {\displaystyle e} відповідають за гравітаційну взаємодію, але не є самостійними полями (твірними) в алгебрі Лісі: вони входять у вигляді комбінації {\displaystyle e\varphi }.